# 1259 Ogyalla
Ogyalla (asteróide 1259) é um asteróide da cintura principal com um diâmetro de 33,13 quilómetros, a 2,6820243 UA. Possui uma excentricidade de 0,1342549 e um período orbital de 1 991,58 dias (5,45 anos).
Ogyalla tem uma velocidade orbital média de 16,92218403 km/s e uma inclinação de 2,3864º.
Esse asteróide foi descoberto em 29 de Janeiro de 1933 por Karl Reinmuth.